# Armin Foxius
Armin Foxius (* 31. März 1949 in Köln) ist ein deutscher Lehrer und Schriftsteller.

## Leben
Armin Foxius wurde 1949 als Sohn des Journalisten Armand Foxius aus Malmedy (heute Ostbelgien) und der Schauspielerin Margot Foxius-Ockenfels in Köln geboren. 1968 machte er in Bad Münstereifel das Abitur am St. Michael-Gymnasium und nahm in Köln das Studium der Slavistik und Philosophie und später ein Lehramtsstudium auf. In den Siebziger Jahren absolvierte er den belgischen Militärdienst bei den Ardennenjägern. Von 1979 bis 2014 war er Lehrer an der Ursula-Kuhr-Schule im Kölner Norden.
Foxius ist seit 1962 schriftstellerisch tätig. Er schrieb zwei kölsche Musicals für Kinder, Texte zur Lokal- und Regionalgeschichte, Gedichte, sechs sogenannte kölnische Lesebücher, 48 Gedichte zur Rheinlyrik in Vater Rhein. Ach, Alter auf Hochdeutsch und im kölschen Dialekt und unter dem Titel Ich heißte Kevin. Na und! 28 kurze Erzählungen in rheinischer Jugendsprache. 2011 und 2013 gab Foxius in zwei Bänden eine Auswahl der journalistischen Arbeiten seines Vaters Armand Foxius heraus. Von 2015 bis 2020 schrieb Armin Foxius monatlich für die Rubrik Kölsch Verzällche in der Kölnischen Rundschau, seit 2021 veröffentlicht er regelmäßig kölsche Texte im Stadtmagazin KölnerLeben.

## Veröffentlichungen (Auswahl)

### Als Autor
- Kressdaach es wie Weihnachten. Ein kölnisches Lesebuch. Wendland Verlag, Köln 1994, ISBN 3-930906-01-5.
- Alles Köln. Ein kölnisches Lesebuch. 2. Aufl. Verlag Franke, Köln 2003, ISBN 3-9806470-1-3.
- Groß-Köln, Klein-Köln. Ein kölnisches Lesebuch. Köln 1998, ISBN 3-98059990-2-7.
- GipfelZipfel. Gedichte. Verlag Franke, Köln 1999, ISBN 3-9806470-4-8.
- Dom mit Balkon. Ein kölnisches Lesebuch. Verlag Franke, Köln 2003, ISBN 3-9806470-5-6.
- Chressbaum, Krepp, Prosit Neujohr,. Ein kölnisches Lesebuch. Dabbelju-Verlag, Köln 2007, ISBN 978-3-939666-06-6.
- Vater Rhein. Ach, Alter. Gedichte. Dabbelju-Verlag, Köln 2010, ISBN 978-3-939666-14-1.
- Ich heiße Kevin. Na und!. Dabbelju-Verlag, Köln 2013, ISBN 978-3-939666-30-1.
- Kölsche Klaaf. E Leseboch. Verlag Regionalia, Rheinbach 2016, ISBN 978-3-95540-247-1.
- Auch ich in Münstereifel – Erinnerungen an die Stadt und an Heinz Küpper. tredition 2018, ISBN 978-3-7469-2361-1.
- Köln ist nicht Berlin. Geschichten und Erzählungen aus der rheinischen Metropole. tredition, Hamburg 2018, ISBN 978-3-7469-5362-5.
- Cornwall – Immer wieder Cornwall (zus. mit Rosemarie Foxius) Tredition, Hamburg 2020, ISBN 978-3-347-07061-5.
- Verzäll mer jet vun Kölle! – 60 Kölsche Texte. Dabbelju-Verlag, Köln 2020, ISBN 978-3-939666-50-9.
- Im Herzen von Köln. Geschichten um St. Aposteln (zus. mit Kurt Roessler), Bornheim 2021, ISBN 978-3-935369-52-7.
- Opus Magnum – Kleinigkeiten. Independently published 2021, ISBN 979-8-512371-55-8.
- SO UN SO. 245 einstrophige Gedichte. Independently published 2022, ISBN 979-8-842699-32-2.
- Jahrtausendwende. Mein Goethe-Tagebuch 1999. Independently published 2024, ISBN 979-8-320965-19-2.

### Als Herausgeber
- Armand Foxius – Für den Tag. Und über den Tag hinaus. Zeitungsartikel über Münstereifel für den Kölner Stadt-Anzeiger (1958–1961). Rass'sche Verlagsgesellschaft, Bergisch Gladbach 2011, ISBN 978-3-940171-17-7.
- Armand Foxius – Was bleibt. Zeitungsartikel über Münstereifel für den Kölner Stadt-Anzeiger (1958–1961). Rass'sche Verlagsgesellschaft, Bergisch Gladbach 2013, ISBN 978-3-940171-24-5.

### Aufsätze
- Silvestervürsatz. In: Köln. Das Hausbuch für Herbst und Winter. Droste Verlag, Düsseldorf 2011, ISBN 978-3-7700-1443-9, S. 120.
- Ming Stroß. In: Kölle hückzedachs. Blicke in die Stadt. Rheinlandia Verlag, Siegburg 2011, ISBN 978-3-938535-79-0, S. 122–125.
- St. Michael: Ein Achtundsechziger?. In: Matthias Dohmen (Hrsg.): Die 1966er von Münstereifel. Verlag H.J. Momberger, Wuppertal 2016, ISBN 978-3-940439-73-4.
- Mein Köln 68. In: M.Klein/St.Lewejohann (Hrsg.): Köln 68! protest. pop. provokation. - Begleitband zur Ausstellung des Kölnischen Stadtmuseums. Köln 2018. ISBN 978-3-96176-048-0.
- Lyrische Landschaften, rheinische Heimat, Weltläufigkeit. In: Rhein! Nr. 20. Festschrift zum 80. Geburtstag von Prof. Dr. Kurt Roessler. Neunkirchen-Seelscheid 2019, ISBN 978-3-7504-0829-6.

## Hörbücher
- Kressdaach es wie Weihnachten. Rümcher & Verzällcher; Hörbuch. Dabbelju-Verlag, Köln 2006, ISBN 3-939666-03-3. (1 CD)
- Hürens! Kölsche Geschichten. Dabbelju-Verlag, Köln 2011, ISBN 3-939666-23-8. (1 CD)